# Loma Santa Fe
Loma Santa Fe är en ort i Mexiko.   Den ligger i kommunen San Juan Bautista Valle Nacional och delstaten Oaxaca, i den sydöstra delen av landet, 400 km sydost om huvudstaden Mexico City. Loma Santa Fe ligger 88 meter över havet och antalet invånare är 138.
Terrängen runt Loma Santa Fe är huvudsakligen kuperad, men åt nordväst är den bergig. Loma Santa Fe ligger nere i en dal. Runt Loma Santa Fe är det ganska glesbefolkat, med 47 invånare per kvadratkilometer. Närmaste större samhälle är San Juan Bautista Valle Nacional, 2,0 km nordväst om Loma Santa Fe. I omgivningarna runt Loma Santa Fe växer i huvudsak städsegrön lövskog.